# Équipe de Croatie de Fed Cup
L'équipe de Croatie de Fed Cup est l’équipe qui représente la Croatie lors de la compétition de tennis féminin par équipe nationale appelée Fed Cup (ou « Coupe de la Fédération » entre 1963 et 1994).
Elle est constituée d'une sélection des meilleures joueuses de tennis croates du moment sous l’égide de la Fédération croate de tennis.

## Résultats par année

### 1993 - 1999
- 1993 (5 tours + barrages, 32 équipes) : pour sa première participation, après une défaite au 1er tour contre les Pays-Bas, la Croatie l’emporte en play-offs contre la Belgique.
- 1994 (5 tours, 32 équipes) : la Croatie s'incline au 1er tour contre la Bulgarie.

La compétition change de format à compter de 1995 : la Coupe de la Fédération devient Fed Cup.
- 1995 : la Croatie concourt dans les compétitions par zones géographiques.
- 1996 (3 tours, 8 équipes + groupe mondial II, play-offs I et II) : la Croatie l’emporte en play-offs II contre le Chili.
- 1997 (3 tours, 8 équipes + groupe mondial II, play-offs I et II) : après une victoire en groupe mondial II contre l’Autriche, la Croatie s'incline en play-offs I contre l’Allemagne.
- 1998 (3 tours, 8 équipes + groupe mondial II, play-offs I et II) : après une victoire en groupe mondial II contre le Japon, la Croatie l’emporte en play-offs I contre les Pays-Bas.
- 1999 (3 tours, 8 équipes + groupe mondial II, round robin play-offs) : la Croatie s'incline en 1/4 de finale du groupe mondial contre les États-Unis.

### 2000 - 2009
- 2000 (round robin + 2 tours, 13 équipes) : la Croatie échoue dans sa qualification en round robin du groupe mondial.
- 2001 (2 tours + round robin + finale, 16 équipes + play-offs) : après une défaite au 1er tour du groupe mondial contre l’Italie, la Croatie l’emporte en play-offs I contre le Venezuela.
- 2002 (4 tours, 16 équipes + play-offs) : après une victoire au 1er tour du groupe mondial contre la République tchèque, la Croatie s'incline en 1/4 de finale contre l’Autriche.
- 2003 (4 tours, 16 équipes + play-offs) : après une défaite au 1er tour du groupe mondial contre la Russie, la Croatie l’emporte en play-offs I contre le Brésil.
- 2004 (4 tours, 16 équipes + play-offs) : après une défaite au 1er tour du groupe mondial contre la Belgique, la Croatie l’emporte en play-offs I contre le Brésil.
- 2005 (3 tours, 8 équipes + groupe mondial II, play-offs I et II) : après une victoire en groupe mondial II contre la Thaïlande, la Croatie s'incline en play-offs I contre l’Allemagne.
- 2006 (3 tours, 8 équipes + groupe mondial II, play-offs I et II) : après une victoire en groupe mondial II contre l’Argentine, la Croatie s'incline en play-offs I contre la Russie.
- 2007 (3 tours, 8 équipes + groupe mondial II, play-offs I et II) : après une défaite en groupe mondial II contre l’Allemagne, la Croatie l’emporte en play-offs II contre  Taïwan.
- 2008 (3 tours, 8 équipes + groupe mondial II, play-offs I et II) : après une défaite en groupe mondial II contre le Japon, la Croatie s'incline en play-offs II contre la Serbie.
- 2009 : la Croatie concourt dans les compétitions par zones géographiques.

### 2010 - 2015
- 2010 - 2011 - 2012 - 2013 - 2014 - 2015 : la Croatie concourt dans les compétitions par zones géographiques.

## Bilan de l'équipe
Résultats des confrontations entre la Croatie et ses adversaires les plus fréquents (3 rencontres minimum dans les groupes mondiaux).
| # | Adversaires | Rencontres | Victoires | Défaites | % victoires |
| - | ----------- | ---------- | --------- | -------- | ----------- |
| 1 | Allemagne   | 4          | 0         | 4        | 0 %         |

## Bilan des joueuses les plus sélectionnées
Ce bilan est calculé sur la base des rencontres officielles des groupes mondiaux et barrages I et II. Les rencontres des tableaux dits de « consolation » et celles par « zones géographiques » ne sont pas prises en compte. Les joueuses comptant moins de 5 sélections ne sont pas reprises dans le tableau.
| # | Joueuses        | De   | à    | Sélections | Matchs | Victoires | Défaites | % victoires |
| - | --------------- | ---- | ---- | ---------- | ------ | --------- | -------- | ----------- |
| 1 | Iva Majoli      | 1994 | 2004 | 11         | 24     | 10        | 14       | 42 %        |
| 2 | Jelena Kostanić | 1998 | 2008 | 18         | 36     | 17        | 19       | 47 %        |
| 3 | Karolina Šprem  | 2001 | 2006 | 9          | 16     | 9         | 7        | 56 %        |
| 4 | Maja Murić      | 1993 | 1997 | 5          | 7      | 4         | 3        | 57 %        |
| 5 | Matea Mezak     | 2001 | 2006 | 6          | 8      | 4         | 4        | 50 %        |
| 6 | Silvija Talaja  | 1993 | 2003 | 9          | 17     | 6         | 11       | 35 %        |